# جورج سميث (لاعب كرة قاعدة أمريكي)
جورج سميث (بالإنجليزية: George Smith)‏ هو لاعب كرة قاعدة أمريكي، ولد في 31 مايو 1892 في Byram, Connecticut ‏ في الولايات المتحدة، وتوفي في 7 يناير 1965 في غرينيتش في الولايات المتحدة.

## وصلات خارجية
- جورج سميث على موقعبيزبول رفرنس.كوم (الدوري الرئيسي) (الإنجليزية)
- جورج سميث على موقعبيزبول رفرنس.كوم (الدوري الثانوي) (الإنجليزية)